# Resolutie 954 Veiligheidsraad Verenigde Naties
Resolutie 954 van de Veiligheidsraad van de Verenigde Naties werd op 4 november 1994 unaniem aangenomen.

## Achtergrond
In 1960 werden de voormalige kolonies Brits Somaliland en Italiaans Somaliland onafhankelijk, waarna ze werden samengevoegd tot de nieuwe staat Somalië. In 1969 greep het leger de macht en werd Somalië een socialistisch-islamitisch land. 
In de jaren 1980 leidde het verzet tegen het totalitair geworden regime tot een burgeroorlog en in 1991 viel het centrale regime. Vanaf dan beheersten verschillende groeperingen elke een deel van het land en enkele delen scheurden zich ook af van Somalië.

## Inhoud

### Waarnemingen
De Veiligheidsraad waardeerde het werk van de missie die middels een eerder besluit van de Raad naar Somalië was gestuurd om daar te overleggen
met de partijen. Ook waardeerde de Raad de VN-missies en hulpoperaties in dat land. Dankzij die laatsten waren
honderdduizenden mensen gered van hongersnood. Doch gingen het vredesproces en de nationale verzoening in
Somalië niet vooruit, door onder meer een gebrek aan medewerking van de partijen. In die omstandigheden was het
verderzetten van de UNOSOM II-vredesmissie, die voorzien was te eindigen in maart 1995, overbodig. Er
waren garanties van de partijen dat de terugtrekking van de missie veilig kon verlopen. Nadien konden de VN wel
blijven bemiddelen als men dat wenste en eraan meewerkte. Ook de humanitaire hulp zou verdergaan.

### Handelingen
De Veiligheidsraad verlengde UNOSOM II een laatste keer tot 31 maart 1995. Tot dan toe was het meewerken aan
politieke verzoening haar belangrijkste taak geweest. De Somali's werden opgeroepen een staakt-het-vuren overeen
te komen en samen een overgangsregering te vormen. Die partijen waren ook verantwoordelijk voor de veiligheid
van UNOSOM II- en hulppersoneel. Ook kon al worden begonnen met de terugtrekking van UNOSOM II-personeel en
-materieel. Alle lidstaten werden opgeroepen het Somalische vredesproces
te blijven steunen. Ook moest het wapenembargo tegen dat land strikt nageleefd worden. Ten slotte werd de
secretaris-generaal, Boutros Boutros-Ghali, gevraagd de Veiligheidsraad op de hoogte
te houden over de situatie en specifiek de humanitaire, veiligheids- en de vluchtelingensituatie, en om
voor 31 maart 1995 te rapporteren en de rol die de VN vanaf dat moment zouden vervullen voor te stellen.

## Verwante resoluties
- Resolutie 952 Veiligheidsraad Verenigde Naties
- Resolutie 953 Veiligheidsraad Verenigde Naties
- Resolutie 1356 Veiligheidsraad Verenigde Naties (2001)
- Resolutie 1407 Veiligheidsraad Verenigde Naties (2002)

Lijst ·  893 ·  894 ·  895 ·  896 ·  897 ·  898 ·  899 ·  900 ·  901 ·  902 ·  903 ·  904 ·  905 ·  906 ·  907 ·  908 ·  909 ·  910 ·  911 ·  912 ·  913 ·  914 ·  915 ·  916 ·  917 ·  918 ·  919 ·  920 ·  921 ·  922 ·  923 ·  924 ·  925 ·  926 ·  927 ·  928 ·  929 ·  930 ·  931 ·  932 ·  933 ·  934 ·  935 ·  936 ·  937 ·  938 ·  939 ·  940 ·  941 ·  942 ·  943 ·  944 ·  945 ·  946 ·  947 ·  948 ·  949 ·  950 ·  951 ·  952 ·  953 ·  954 ·  955 ·  956 ·  957 ·  958 ·  959 ·  960 ·  961 ·  962 ·  963 ·  964 ·  965 ·  966 ·  967 ·  968 ·  969